# Pseudogaurax plaumanni
Pseudogaurax plaumanni är en tvåvingeart som beskrevs av Curtis W. Sabrosky 1966. Pseudogaurax plaumanni ingår i släktet Pseudogaurax och familjen fritflugor. Inga underarter finns listade i Catalogue of Life.